# Thorectes escorialensis
Thorectes escorialensis är en skalbaggsart som beskrevs av Henri Jekel 1865. Thorectes escorialensis ingår i släktet Thorectes och familjen tordyvlar. Utöver nominatformen finns också underarten T. e. opaculus.